# Tipula tehuelche
Tipula tehuelche är en tvåvingeart som beskrevs av Alexander 1920. Tipula tehuelche ingår i släktet Tipula och familjen storharkrankar. Inga underarter finns listade i Catalogue of Life.